# Dubiaranea modica
Dubiaranea modica is een spinnensoort uit de familie hangmatspinnen (Linyphiidae). De soort komt voor in Ecuador.